# Memmingen
Memmingen egy város Németországban, a sváb bajor közigazgatási régióban és központi gazdasági, oktatási és közigazgatási központ, a Duna-Iller régióban. Memmingen mintegy 42000 lakosával a sváb közigazgatási terület 5. legnagyobb városa.

## Fekvése
Dietenheimtől délre fekvő település. A város nyugati része mellett a Iller folyó jelzi a Baden-Württemberg tartomány határát.

## Városrészei
A következő településeket beolvasztattak a városába:
- Amendingen
- Buxach és Hart
- Dickenreishausen
- Eisenburg
- Steinheim
- Volkratshofen és Ferthofen

## Története

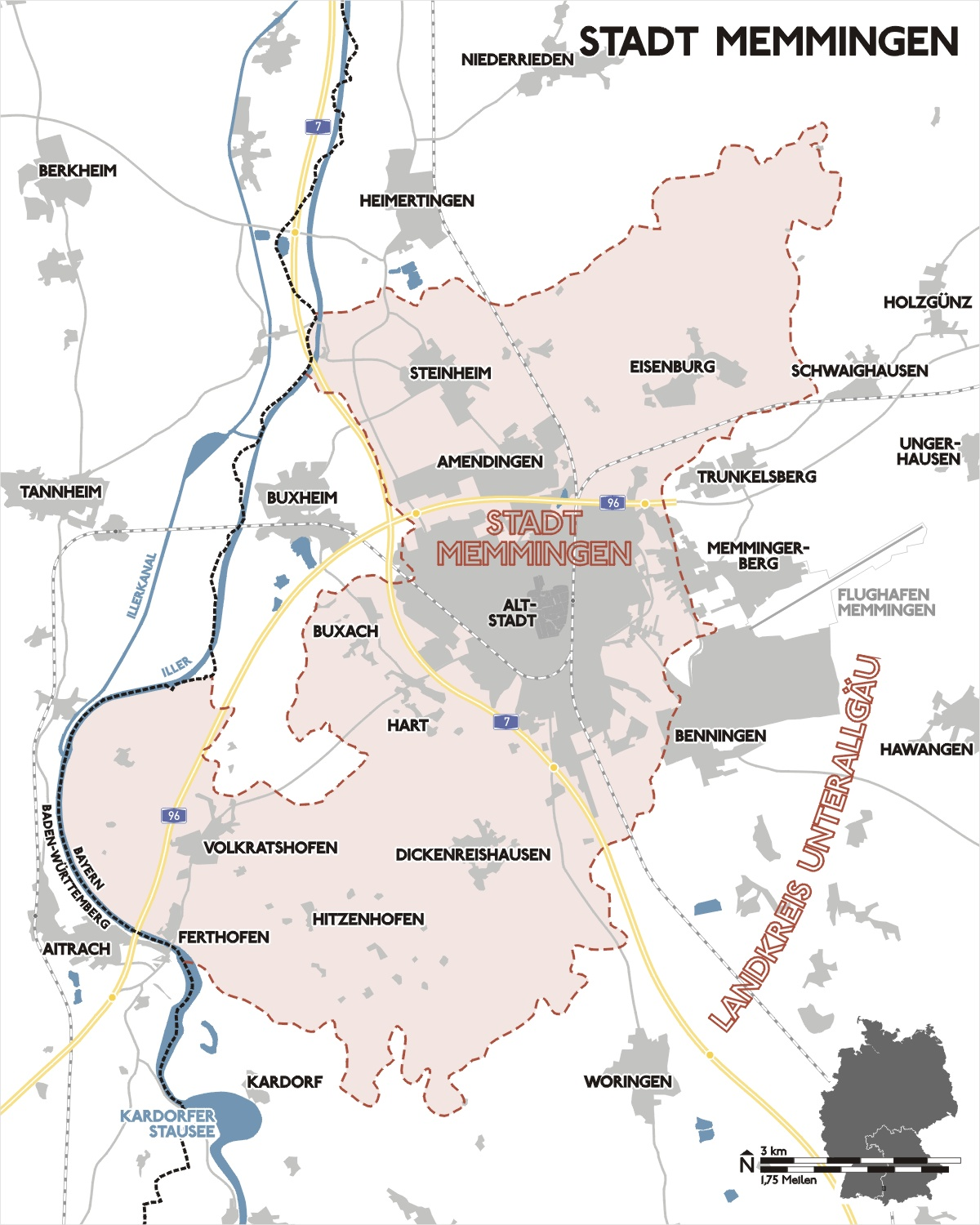
Memmingen térképe

A város eredete a Római Birodalom korába nyúlik vissza. Területén egy kis katonai város, az úgynevezett Cassiliacum állt. Az 5. században egy Alemanic település jött létre itt, a 7. században pedig egy a frank királyokhoz tartozó palota állt itt.
Mammingen a középkorban már ismert hely volt; 1286-ban császári város lett, fénykorát azonban a 14-15. században élte. Ekkor alakult ki mai arculata, és ekkor vették körül 35 bástyatornyos fallal is.
A mai óváros, ahol számos udvar, kastély és patrícius palota és erődítmény található Dél-Németország egyik legjobb állapotban fennmaradt óvárosa.

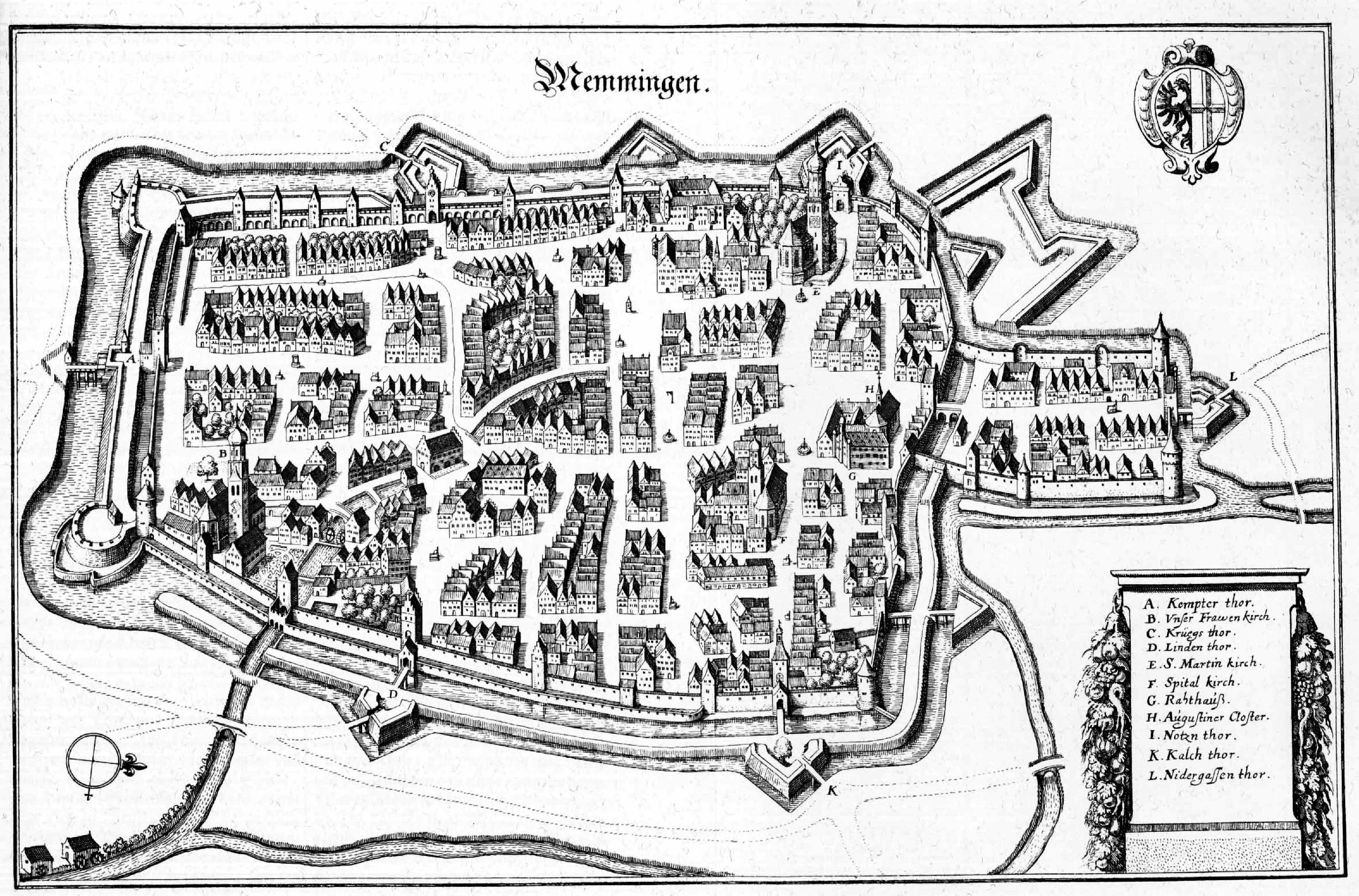
Memmingen középkori városképe

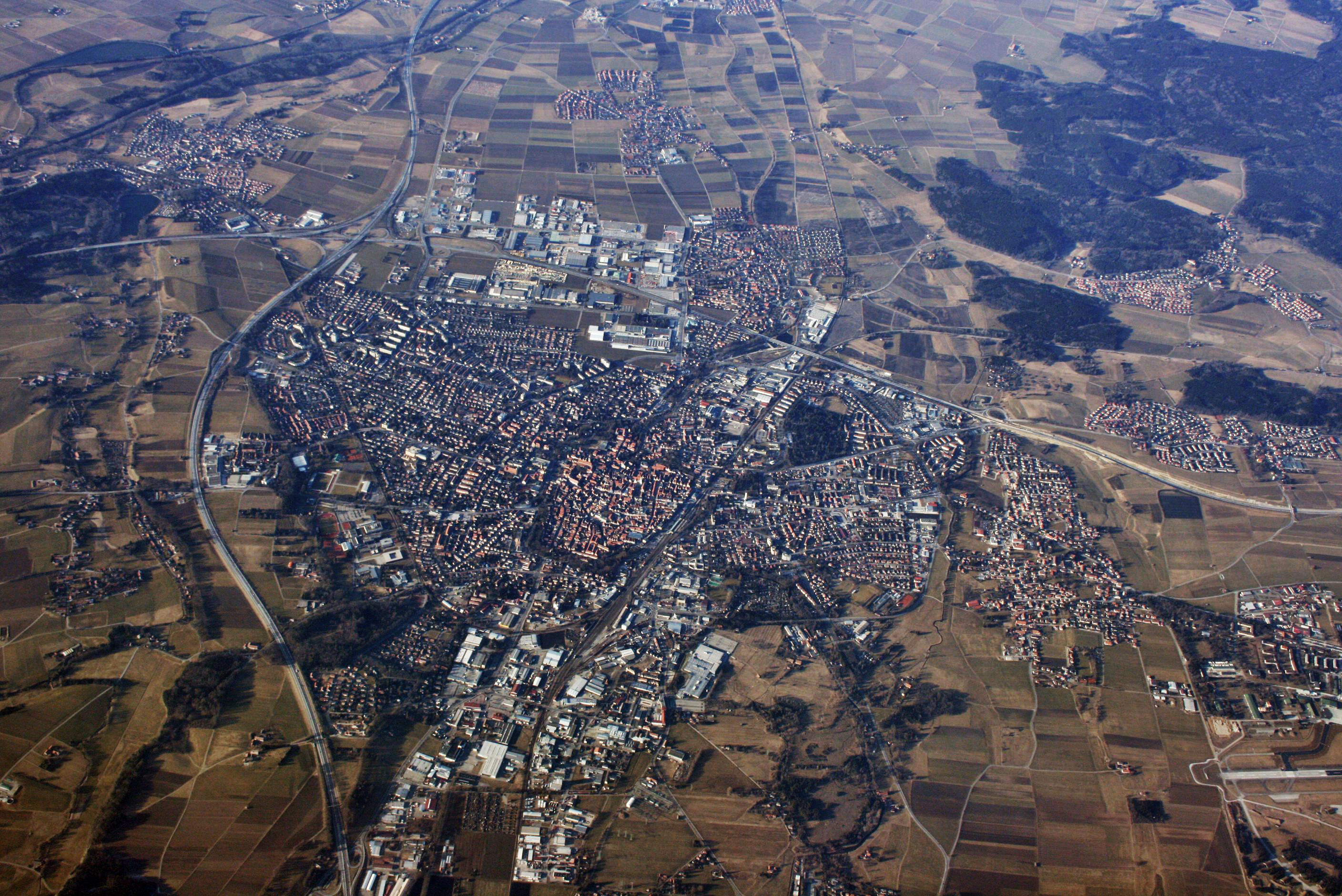
Memmingen látképe

Memmingenen át vezetett a Bajorországon, Münchenben át Lindauba tartó só út, egy másik Memmingenen át vezető fontos útvonal volt az Észak-Németországon, a mai Svájcon át Itáliába vezető út. Mindkét út segített abban, hogy Memmingen mint egy kereskedelmi központ kerüljön előtérbe.
A 16. század elején Christoph Schappeler prédikátor fontos alakja volt a reformációnak és a Német parasztháborúnak.
Memmingen az 1630-as években a harmincéves háború egyik központja volt. A városban állomásozott egy rövid ideig a svéd hadsereg is.
1802-ben Németország átszervezését követően, Memmingen Bajor Választófejedelemség része lett. A 19. században megállt a város lassú gazdasági romlása is. A második világháború idejére Memmingen már egy fejlődő város, gazdasági növekedésének üteme pedig átlag feletti Bajorországban.
A város jó közúti, vasúti és légi közlekedési kapcsolatokkal rendelkezik és közlekedési csomópont a Felső és Közép-sváb területeken.

## Nevezetességek
- Kempter Tor (kempteni kaputorony) – késő gótikus stílusban épült.
- Kirsche Unser Frauen – a város legrégibb temploma, mely a 15. században épült. Belső falán 1470 körülről való freskók találhatók, melyek egy helybeli híres festő- és fafaragó dinasztia, a Strigel család munkái.
- Régi céhházak a Weinmarkt körül.
- Markplatz – az egyik legszebb német reneszánsz főtér.
- Kreuzherrnkirchhe (Keresztes templom) – 1709-ben belül barokk stílusban átalakított hajója ma kiállítási terem.
- St. Martins-Kirche (Szent Márton templom) – Erőteljes tornyát párkány és címer díszíti, fölötte az 1530 körül épült nyolcszögletű toronycsúccsal, a jellegzetes, lapos sváb süveggel.
- Ulmer tor (Ulmi városkapu)
- Westetor (Nyugati kapu)

## Galéria

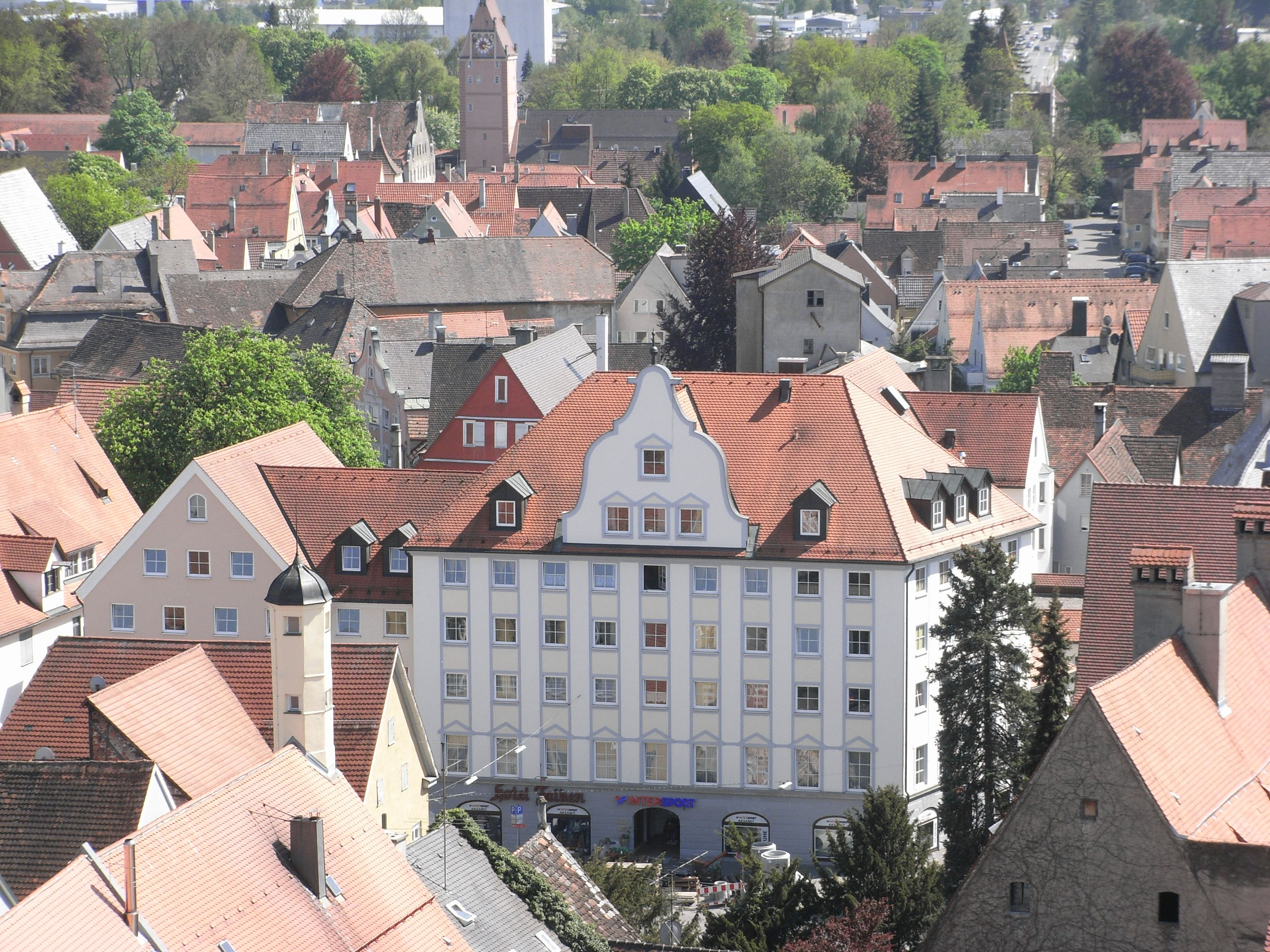
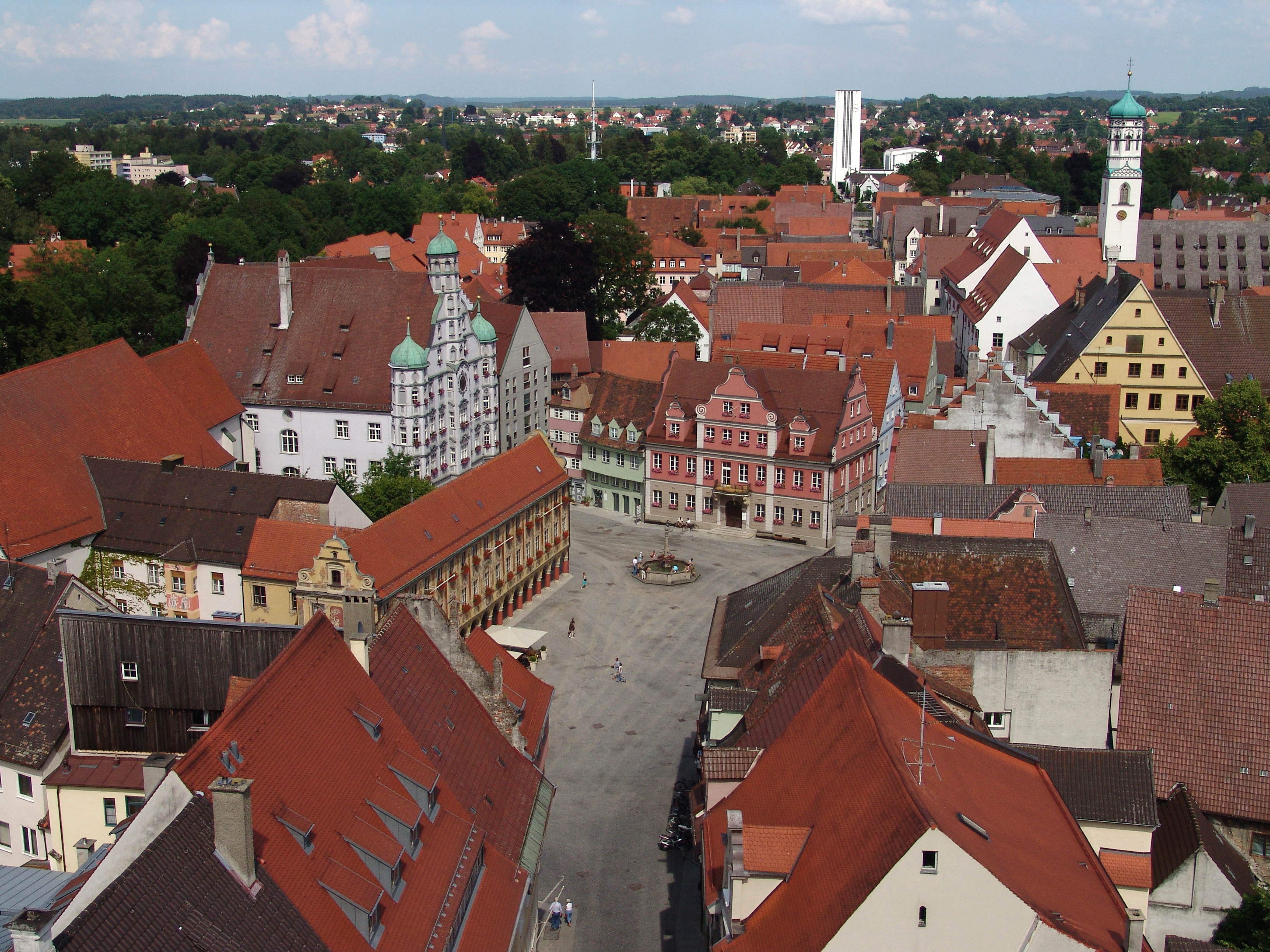
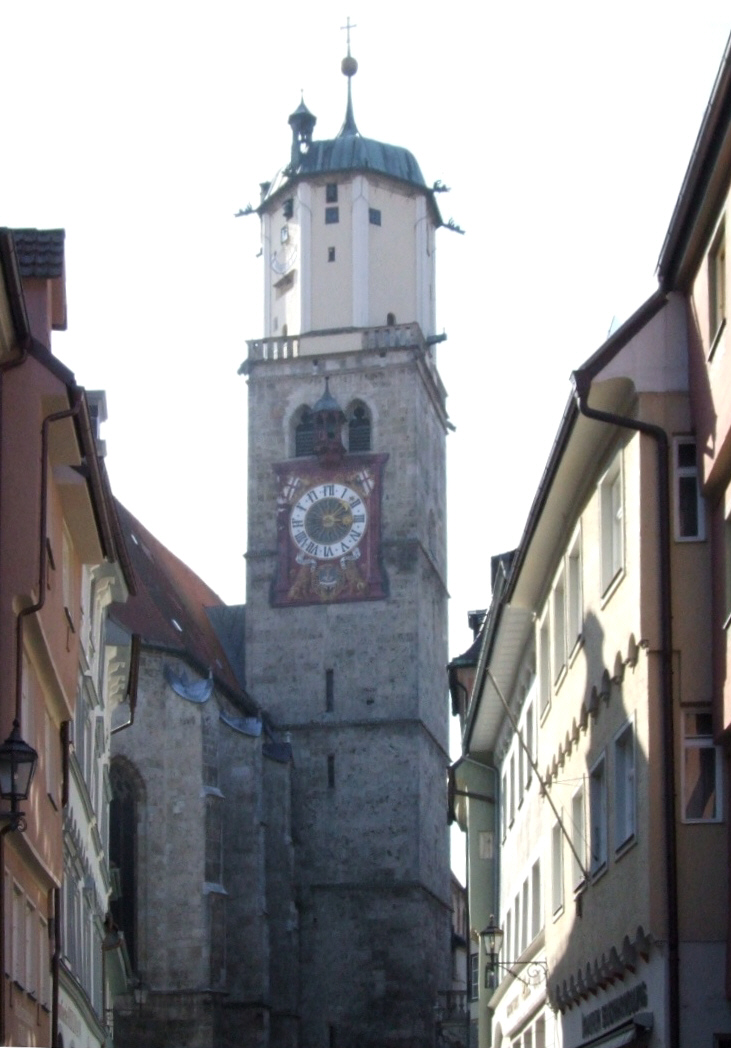
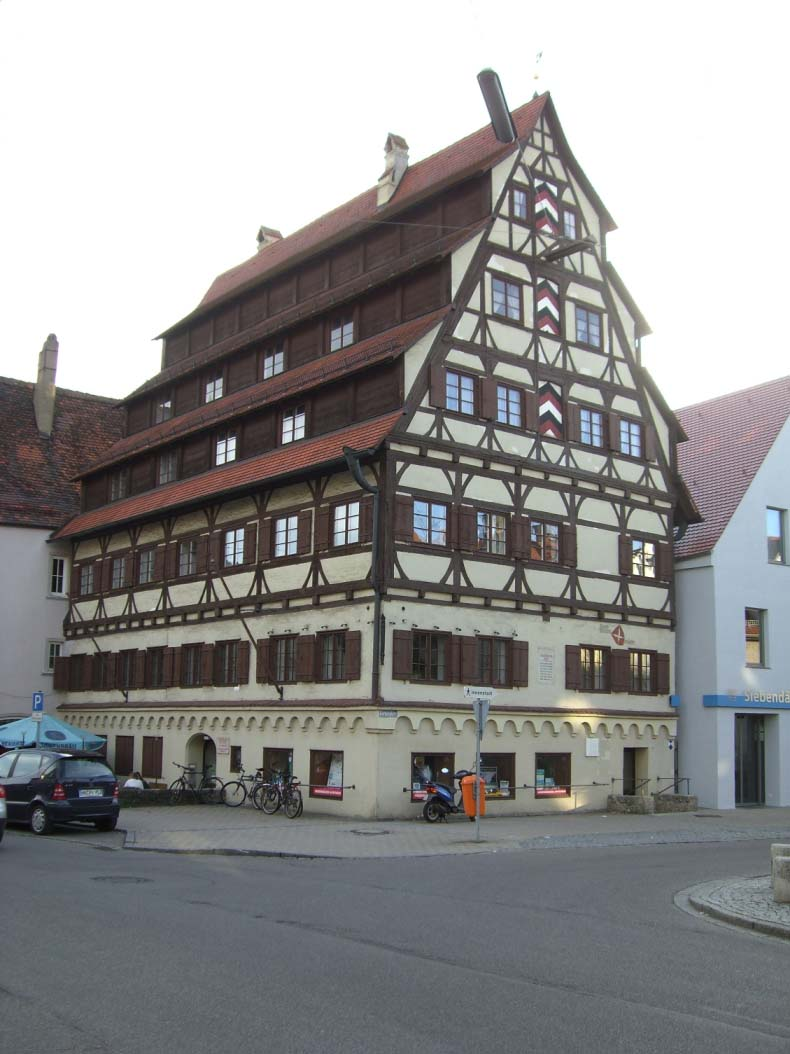
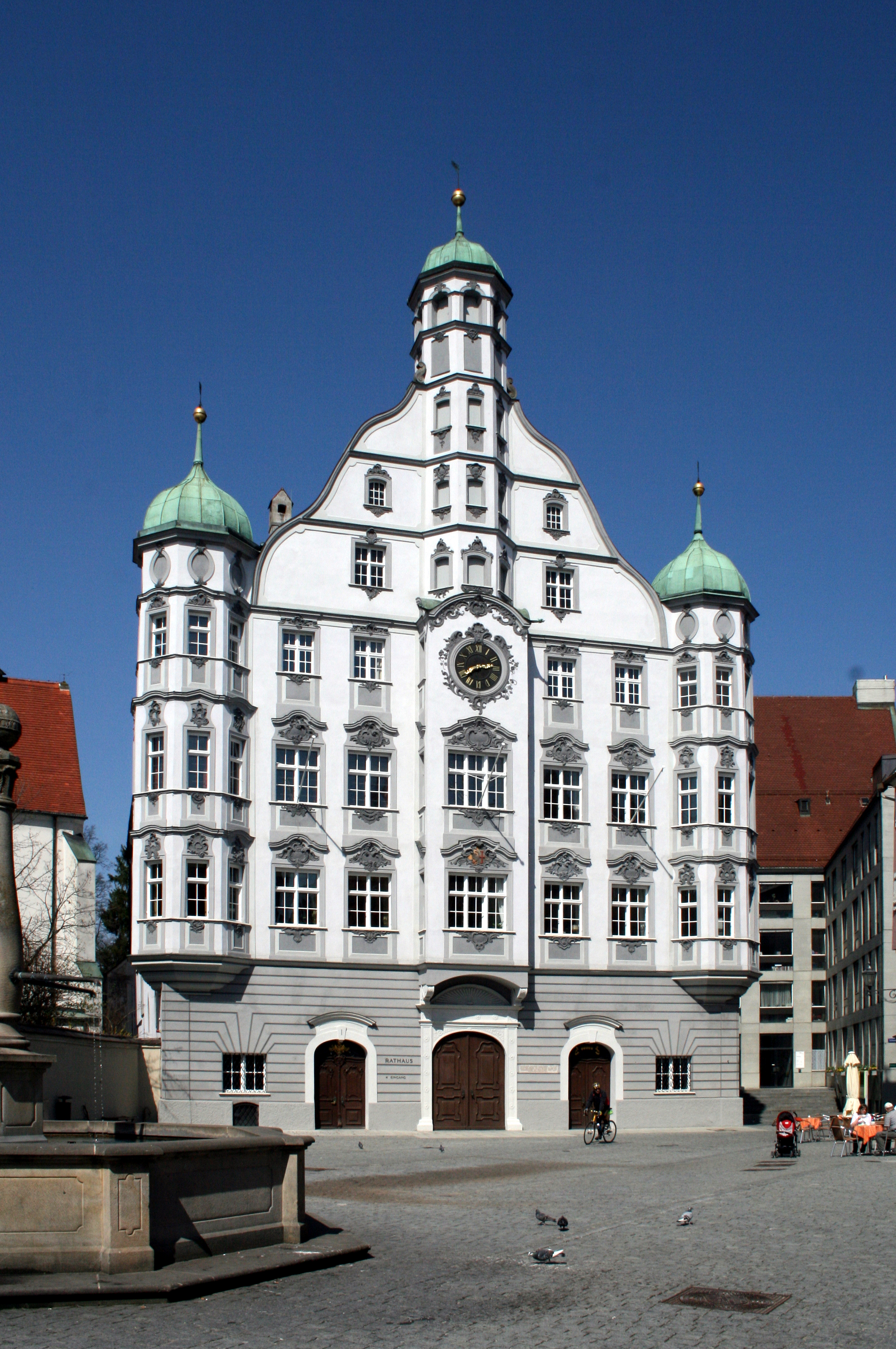
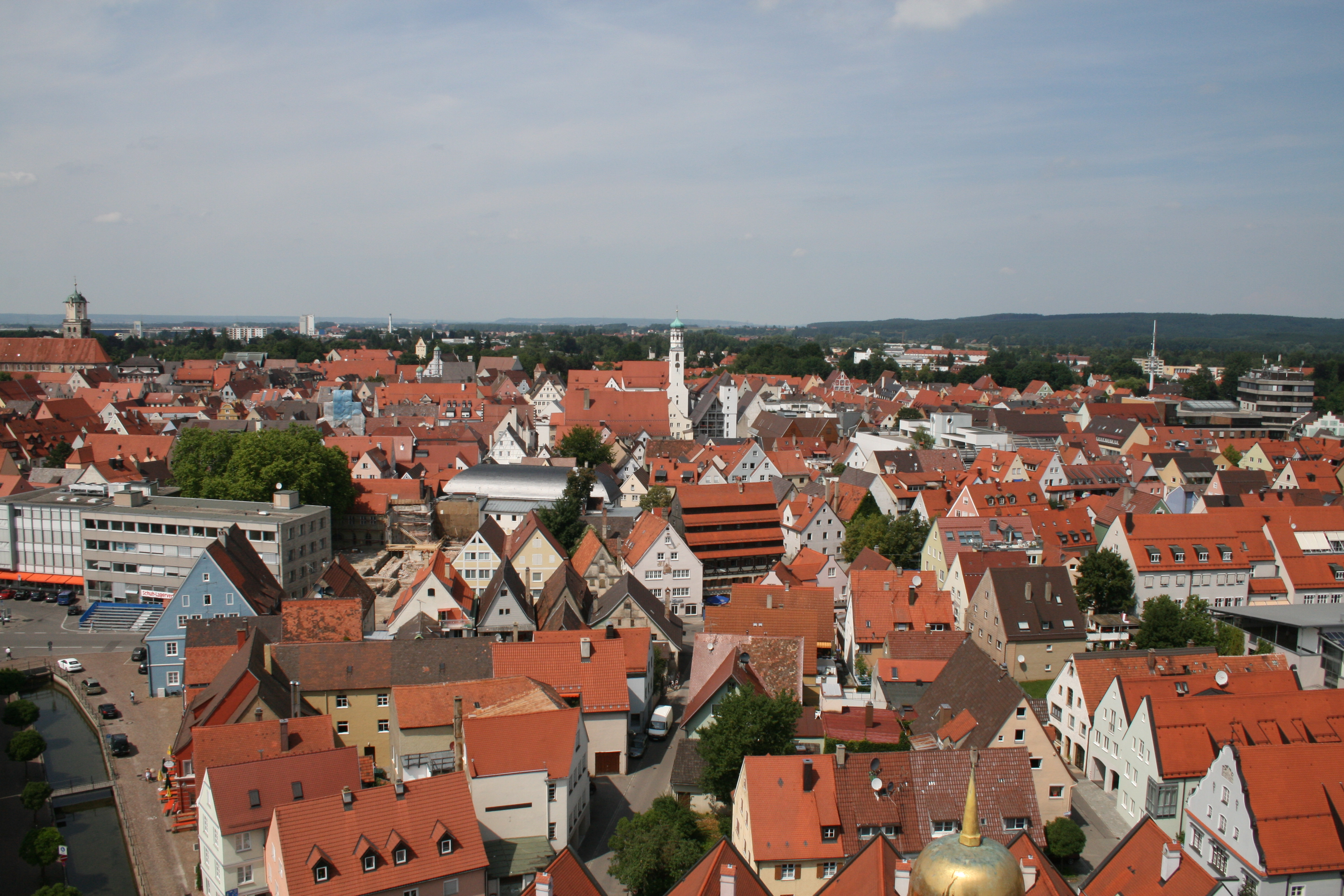
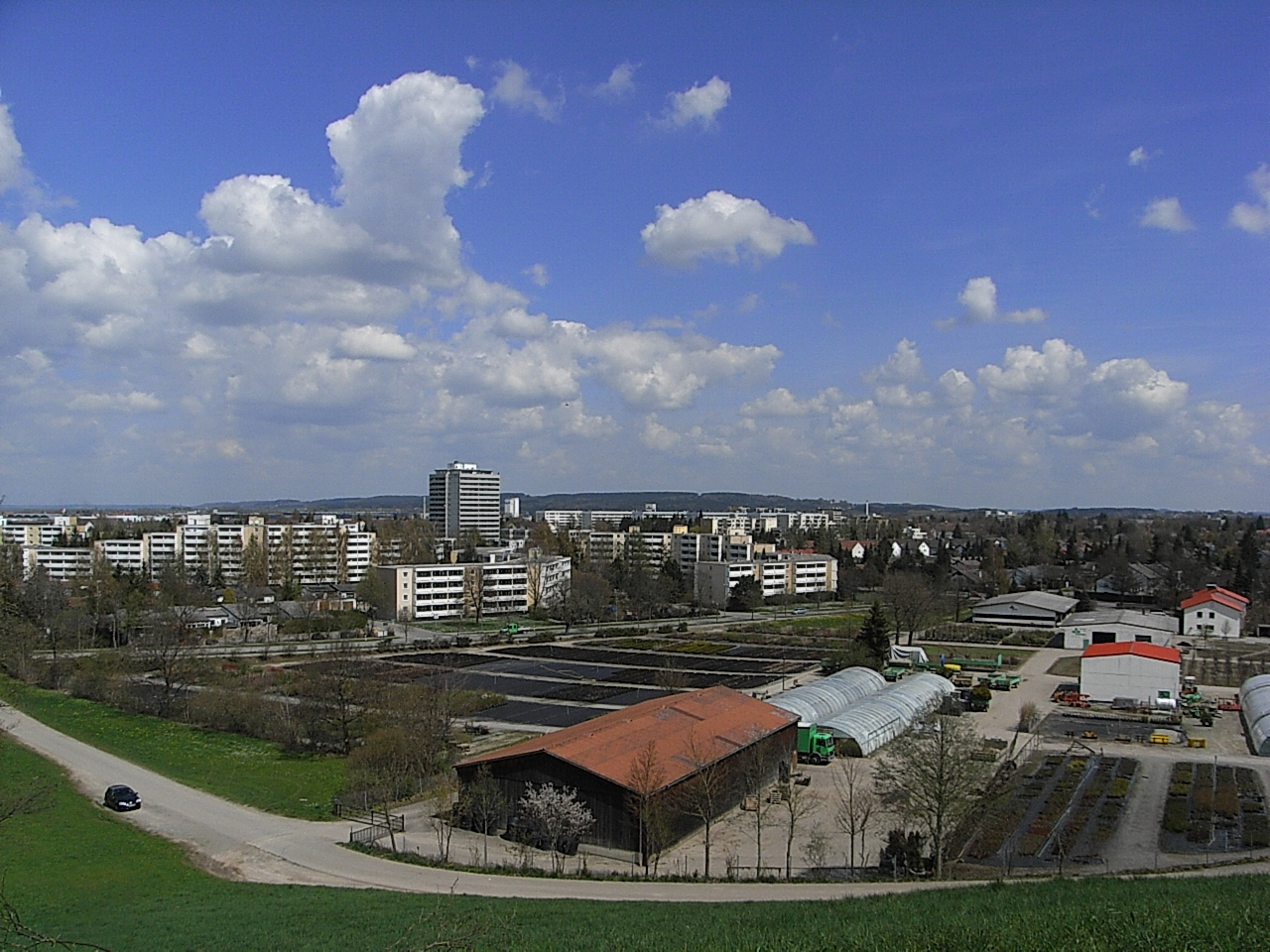
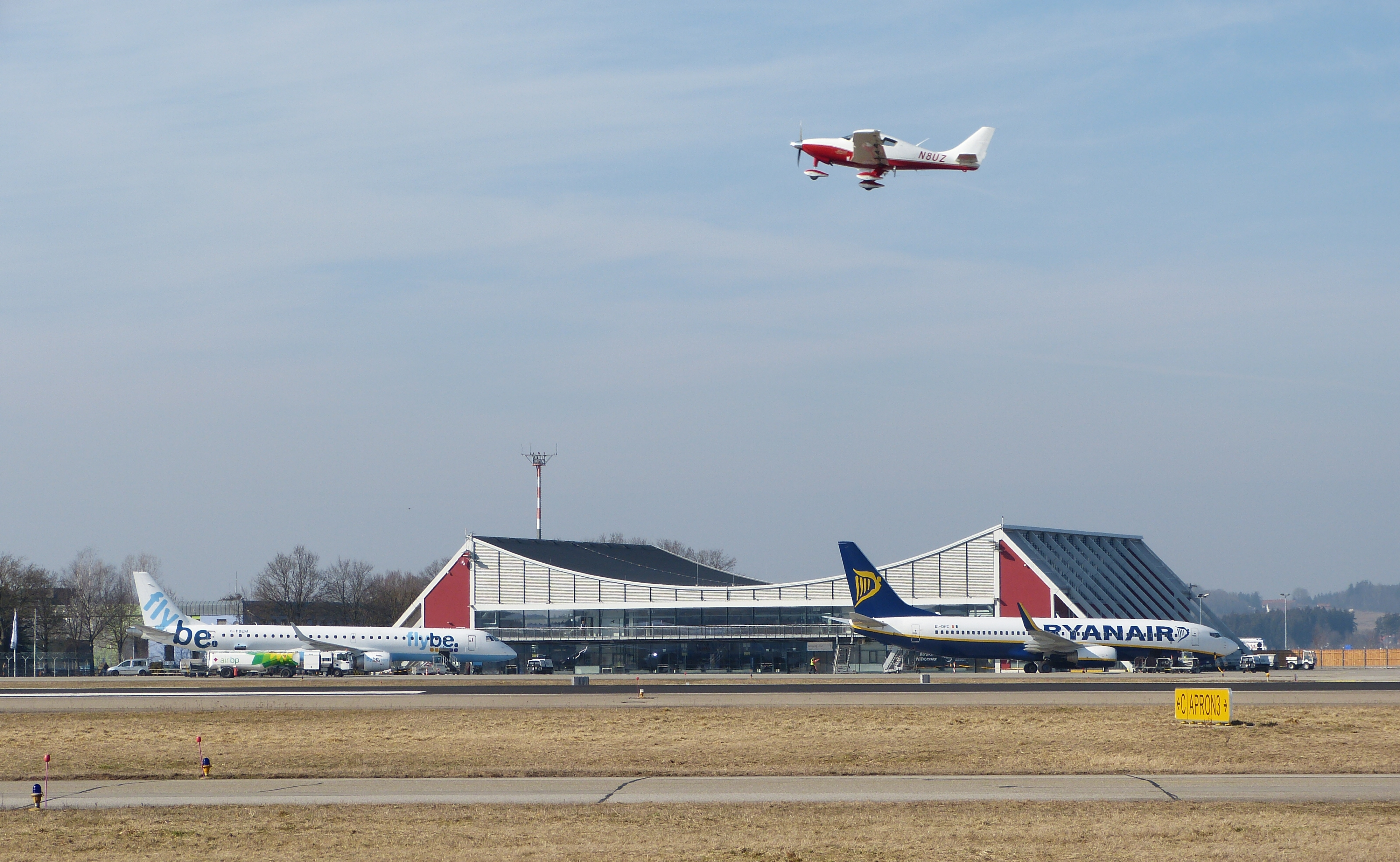

## Híres emberek
- Franz Roth (1946–) labdarúgó
- Reinhold Mathy (1962–) labdarúgó
- Michael Mutzel (1979–) labdarúgó
- Holger Badstuber (1989–) labdarúgó
- Timo Gebhart (1989–) labdarúgó
- Fabian Götze (1990–) labdarúgó
- Mario Götze (1992–) labdarúgó
- Alexander Hack (1993–) labdarúgó
- Markus Mendler (1993–) labdarúgó

## Népesség
A település népessége az elmúlt években az alábbi módon változott:
| Lakosok száma | 6442 | 6512 | 38 623 | 38 127 | 41 025 | 41 772 | 42 841 | 43 470 | 44 721 | 46 178 |
|               | 1808 | 1925 | 1970   | 1987   | 2010   | 2013   | 2015   | 2017   | 2021   | 2023   |